# رپیفکا (شهرستان بلبیفسکی، باشقیرستان)
رپیفکا (به لاتین: Repyevka) یک منطقهٔ مسکونی در روسیه است که در باشقیرستان واقع شده‌است.